# Chiquito (attore)
Chiquito, nome d'arte di Augusto Valdez Pangan Sr. (Manila, 12 marzo 1928 – Makati, 3 luglio 1997), è stato un attore, poeta e regista filippino.
Soprannominato anche Papang o To-Chi-Qui, è considerato uno dei più grandi interpreti nella storia del teatro e del cinema filippino.
Noto anche come compositore e ballerino, intraprese la carriera politica dal 1969 sino alla sua morte. La sua scomparsa è stata descritta da molti suoi ammiratori e non come "il giorno della morte della risata".

## Biografia
Chiquito nacque Augusto Valdez Pangan a Manila. La sua carriera da intrattenitore iniziò a 13 anni, dopo la sua partecipazione in un grande musical al Manila Grand Opera House. Negli anni seguenti affinò anche le sue doti da ballerino, diventando ben presto noto per il suo boogie-woogie.
Chiquito fu un grande amico di Fernando Poe Sr., nonché del figlio Fernando Poe Jr., e con il suo aiuto iniziò la sua carriera da attore.

## Filmografia

### Attore cinematografico
- Strict ang parents ko (1997)
- Ang syota kong balikbayan (1996)
- Bangers (1995)
- Ang pagbabalik ni Pedro Penduko (1994)
- Pinagbiyak na bunga (1994)
- Legend of the Lost Dragon (1989)
- Code Name: Black & White (1988)
- Balandra Crossing (1988)
- Rocky Four-ma (1986)
- High Blood (1985)
- Nagalit ang patay sa haba ng lamay (1985)
- Magbiro ka sa lasing, huwag sa bagong gising (1984)
- Lovingly Yours: The Movie (1984)
- Mga alagad ng kuwadradong mesa (1983)
- Estong Tutong: Ikalawang yugto (1983)
- E.T. is Estong Tutong (1983)
- Mang Kepweng and Son (1983)
- Si Samson at Si Delilah (1983)
- Mr. Wong Meets Jesse & James (1982)
- Adiong Bulutong (1981)
- Familia Antik (1981)
- Rocky Tu-log (1981)
- Tacio (1981)
aka Agripino Baque's Tacio (Philippines: Tagalog title: poster title)
- Kape't gatas (1980)
- Isla Limasawa (1980)
- Peter Maknat (1980)
- Angelita... Ako ang iyong ina (1980)
 aka Angelita ako ang iyong ina, Part II (Philippines: Tagalog title: closing credits title)
- 'Eto na naman si Asiong Aksaya! (1980)
- Goriong butete (1980)
- Lasing Master (1980)
- Six Million Centavo Man (1980)
- Awat na, Asiong Aksaya! (1979)
- Mang Kepweng (1979)
- Tatay na barok (1979)
- Kaming patok na patok (1978)
- Pete Matipid (1978)
- Alamat ng ninja kuno (1978)
- Masungit, pangit at mabait (1977)
- Ang Darling ko'y aswang (1977)
- Asiong Aksaya (1977)
aka Larry Alcala's Asiong Aksaya (Philippines: Tagalog title: poster title)
- Herkulas (1977)
- Mr. Wong and the Bionic Girls (1977)
- Barok (1976)
- International Playboy (1976)
- Bamboo Gods and Iron Men (1974)
aka Bamboo Gods & Iron Men (USA: poster title)
aka Black Kung Fu (Philippines: English title)
- Kambal tuko (1974)
- Lorelei (1974)
- Terribol dobol (1974)
- T.N.T. Jackson (1974)
aka Dynamite Wong and TNT Jackson (Philippines: English title)
- Ulong pugot... naglalagot! (1974)
- Iking Boxer (1973)
- James Wong (1973)
- Pepeng Agimat (1973)
aka Pepeng Agimat - Sa daigdig ng kababalaghan (Philippines: Tagalog title)
- Aladin at ang mahiwagang lampara (1972)
- Ang tigre at ang leon (1972)
- Naku poooo! (1971)
- Pobreng alindahaw (1971)
- The Arizona Kid (1971)
aka I fratelli di Arizona (Italy)
- The Red Flag Is Up (1971)
- Triple X (1971)
- Servillano Zapata (1970)
- James Bondat (1970)
- Laugh Story (1970)
- Pulis walang kaparis (1970)
- Mr. Wong Strikes Again (1969)
- Atorni Agaton: Agent Law-ko (1969)
- Pa-bandying-bandying (1969)
- Ponso Villa and the Sexy Mexicanas (1969)
- Agents wen manong (1968)
- Hari ng yabang (1968)
- Isang libong mukha (1968)
- Jeepney King (1968)
- Kiko en Kikay (1968)
- May I Go Out (1968)
- Mister Gimmick (1968)
- Prettyboy Playboy (1968)
- Sapagka't ako'y pangit lamang (1968)
- The Hornets (1968)
- The Magnificent Zorro (1968)
- The Pogi Dozen (1967)
- Wild, Wild Wong (1967)
- Dalawang kumander sa WAC (1966)
- Pambihirang dalawa (Sa combat) (1966)
- Agent Wooley Booley at ang 7 Bikini (1966)
- Doble solo (1966)
- Pamilya garapal (1966)
- Target: Sexy Rose (1966)
- Mga abilidad sa akong (1965)
- Magkapatid na Jesse at James (1965)
- Kulog at kidlat (1965)
- Mr. Thunderball (1965)
- Mr. Wong vs. Mistico (1964)
- Mabilis (1964)
- Pinoy Beatles (1964)
- Adre, ayos na! (ang buto-buto) (1964)
- James Ban-dong (1964)
- Saksakan ng Lakas (1964)
- Gorio... kahapon, ngayon at bukas (1963)
- Ikaw na ang mag-ako (1963)
- Gorio and His Jeepney (1962)
- Bulilit Al Capone (1962)
- Kapitan Tornado (1962)
- Lagay muna (1962)
- Dalawa sa ilalim ng panganib (1962)
- Habagat sa tag-araw (1961)
- Konsiyerto ng kamatayan (1961)
- Nagsasalitang kalansay (1961)
- The Flash Elorde Story (1961)
- Hongkong Honeymoon (1960)
- Cuatro cantos (1960)
- Gabi ng lagim (1960)  (episodio 4)
- Krus na daan (1960)
- Lo' Waist Gang Joins the Armed Forces (1960)
- Outside the Kulambo (1960)
- Tough Guy (1959)
- Ang Lo'Waist Gang at si Og sa Mindoro (1958)
- Mga liham kay Tiya Dely (1958) (episodio Second Story)
- 4 na pulubi (1958)
- Atrebida (1958)
- Be My Love (1958)
- Fighting Tisoy (1958)
- Lutong makaw (1958)
- Mr. Basketball (1958)
- Obra Maestra (1958) (episodio Manila)
- Phone Pal (1957)
- Mr. Wong (1956)
- Sanggano (1947)